# Taxillus baviensis
Taxillus baviensis är en tvåhjärtbladig växtart som beskrevs av Bân. Taxillus baviensis ingår i släktet Taxillus och familjen Loranthaceae. Inga underarter finns listade i Catalogue of Life.